# Скуппа 4
Скуппа 4 (англ. Skuppah 4) — індіанська резервація в Канаді, у провінції Британська Колумбія, у межах регіонального округу Томпсон-Нікола.

## Населення
За даними перепису 2016 року, індіанська резервація нараховувала 5 осіб. Середня густина населення становила 38,8 осіб/км².

## Клімат
Середня річна температура становить 5,2°C, середня максимальна – 18,5°C, а середня мінімальна – -10,1°C. Середня річна кількість опадів – 670 мм.
| Клімат поселення                              | Клімат поселення | Клімат поселення | Клімат поселення | Клімат поселення | Клімат поселення | Клімат поселення | Клімат поселення | Клімат поселення | Клімат поселення | Клімат поселення | Клімат поселення | Клімат поселення | Клімат поселення |
| Показник                                      | Січ.             | Лют.             | Бер.             | Квіт.            | Трав.            | Черв.            | Лип.             | Серп.            | Вер.             | Жовт.            | Лист.            | Груд.            |                  |
| Середній максимум, °C                         | 0,98             | 3,28             | 6,19             | 9,89             | 13,95            | 17,60            | 17,82            | 18,54            | 14,45            | 9,09             | 2,74             | −1,5             |                  |
| Середня температура, °C                       | −4,57            | −2,27            | 0,64             | 4,35             | 8,41             | 12,04            | 15,02            | 15,73            | 11,63            | 6,28             | −0,07            | −4,29            |                  |
| Середній мінімум, °C                          | −10,11           | −7,81            | −4,92            | −1,19            | 2,87             | 6,50             | 12,21            | 12,93            | 8,82             | 3,48             | −2,86            | −7,09            |                  |
| Норма опадів, мм                              | 85               | 55               | 50               | 36               | 45               | 45               | 39               | 35               | 37               | 63               | 93               | 87               |                  |
| Середньомісячна швидкість вітру, м/с          | 2.06             | 2.15             | 2.39             | 2.60             | 2.40             | 2.40             | 2.22             | 2.02             | 1.88             | 2.01             | 2.07             | 2.00             |                  |
| Середньомісячна сонячна радіація, кДж/м²·день | 3338             | 6482             | 10590            | 15563            | 19181            | 20882            | 21858            | 18678            | 13224            | 7397             | 3610             | 2597             |                  |
| --------------------------------------------- | ---------------- | ---------------- | ---------------- | ---------------- | ---------------- | ---------------- | ---------------- | ---------------- | ---------------- | ---------------- | ---------------- | ---------------- | ---------------- |
| Джерело:                                      |                  |                  |                  |                  |                  |                  |                  |                  |                  |                  |                  |                  |                  |